# Vista Alegre (São Gonçalo)
Vista Alegre é um bairro de São Gonçalo, localizado no distrito de  Monjolos, o terceiro distrito do município.
O bairro surgiu com a Vila Operária, conjunto de casas dos operários da Cerâmica Vista Alegre, que produzia a cerâmica para louças e mosaicos.
O bairro, um dos principais do 3º distrito, tem um bom comércio em sua via principal, a Estrada Almirante Pena Boto, que dá acesso a RJ-104, e no sentido contrário, segue em direção a  Monjolos.
Vista Alegre Hoje Conta com Crescimento , como , novos supermercados , praça 
O Vista Alegre tem limites com Marambaia, Monjolos, Guarani , Pacheco, Lagoinha, Laranjal, Santa Luzia e Bom Retiro.

## Fonte
- Braga, Maria Nelma Carvalho, O Município de São Gonçalo e sua história.
- Prefeitura de São Gonçalo (mapas e bairros) (Visitada em 16 de dezembro de 2010).